# 凤凰街道 (宣威市)
凤凰街道，是中华人民共和国云南省曲靖市宣威市下辖的一个街道办事处。
2013年10月20日，云南省人民政府批复同意撤销来宾镇，设立来宾街道、凤凰街道。

## 行政区划
凤凰街道下辖以下地区：
朱屯村、河东村、所乐村和大屯村。